# Collospermum
Callospermum é um género de plantas com flor pertencente à família Asteliaceae que agrupa 5 espécies de plantas herbáceas bulbosas originárias da Nova Zelândia e do oeste do Pacífico.

## Taxonomia
O género foi descrito por Carl Skottsberg e publicado em Kongl. Svenska Vetenskapsakad. Handl. ser. 3. 14(2): 72. 1934.

## Espécies
O género Collospermum inclui as seguintes espécies:
- Collospermum hastatum
- Collospermum micropermum
- Collospermum montanun
- Collospermum samoense
- Collospermum spicatum